# Chœur de chambre Accentus
Pour les articles homonymes, voir Chœur.
Le Chœur de chambre Accentus ou Accentus est un ensemble vocal français, fondé par Laurence Equilbey en 1991, et spécialisé dans l'interprétation de la musique vocale a cappella, l'oratorio et  la création de la musique vocale contemporaine.

## Historique
L'ensemble a été fondé par Laurence Equilbey en 1991. Orienté sur les créations contemporaines, la formation travaille à partir de 1996 avec le chef Eric Ericson et obtient une résidence à l'Opéra de Rouen–Normandie depuis 1998. Après les créations mondiales de Granum sinapis (1998) et Dona eis (1999) de Pascal Dusapin et française de Outis de Luciano Berio (1999), Accentus réalise une série de concerts en 2000 avec l'Ensemble intercontemporain dirigé par Pierre Boulez, notamment une longue tournée aux États-Unis.
En 2017, Accentus ouvre le Cen centre de ressources consacré à l'art choral. Il met à disposition les outils de travail (partitions, enregistrements, traductions...) constitués par Accentus depuis sa création. À la suite d'une mission confiée par la ministre de la Culture, Françoise Nyssen, à Laurence Equilbey en juillet 2018 visant au développement et au soutien de l'art vocal en France, Accentus crée le Centre national d'art vocal.

## Membres et répertoire
L'ensemble est composé de trente-deux chanteurs entièrement professionnels. Il se consacre à l'interprétation de la musique vocale allant du XVIIIe siècle à la création contemporaine. Le chœur se produit également en accompagnement de grands orchestres symphoniques sous la direction notamment de Pierre Boulez, Jonathan Nott, Philippe Jordan, Simone Young, Yannick Nézet-Séguin, Christoph Eschenbach et avec l'Orchestre de Paris, l'Ensemble intercontemporain, l'Orchestre de l'Opéra de Rouen, l'Orchestre symphonique de Vienne, Akademie für Alte Musik Berlin, l'Orchestre philharmonique de Berlin, le Concerto Köln. Il participe aussi à des productions lyriques : La Nonne sanglante de Charles Gounod à l'Opéra-Comique, Der Freischütz de Carl Maria von Weber avec la compagnie 14:20 et Insula orchestra.
Le chef de chœur letton Sigvards Kļava a également dirigé Accentus dans le grand répertoire a cappella : Francis Poulenc, Pascal Dusapin et Sergueï Rachmaninov.
Le 11 novembre 2020, le chœur a créé In nomine lucis (« Au nom de la lumière ») de Pascal Dusapin, commandé par le Président de la République Emmanuel Macron pour le transfert au Panthéon du corps de Maurice Genevoix, écrivain et ancien combattant de la Première Guerre mondiale.

## Discographie
- 1994 : Chœurs profanes / Secular Choral Works - Poulenc, Ravel
- 1997 : Poulenc
- 1998 : Mendelssohn - Psalms & Motets - Hora Est
- 1998 : Schubert
- 2000 : Antigona (Decca)
- 2000 : North
- 2000 : Pascal Dusapin - Requiem(s)
- 2001 : Brahms - Schumann - Chœurs profanes
- 2001 : Poulenc - Figure humaine
- 2002 : Suomi
- 2003 : Transcriptions
- 2004 : Brahms - Ein Deutsches Requiem
- 2005 : Mozart - Messe en ut mineur
- 2005 : Schoenberg
- 2006 : Brahms - Schumann - A Cappella choruses
- 2006 : Haydn - Sept Dernières Paroles du Christ
- 2006 : Transcriptions 2
- 2006 : Un soir de neige
- 2007 : Liszt - Via Crucis
- 2008 : Dvorak - Stabat Mater
- 2008 : Fauré - Requiem
- 2009 : Strauss - A cappella
- 2010 : Nuit sacrée
- 2010 : Rachmaninov - Liturgie de saint Jean Chryostome - Vêpres
- 2011 : Mendelssohn - Christus
- 2011 : Philippe Manoury - Inharmonies
- 2013 : Brahms - Ein Deutsches Requiem (réédition)
- 2013 : Janacek - Brumes d'enfance
- 2014 : Mozart - Requiem
- 2015 : Félicien David - Le Désert
- 2015 : Rossini - Petite Messe solennelle
- 2015 : Bruno Mantovani - Voices
- 2015 : Gluck - Orfeo ed Euridice
- 2016 : Mozart - Messe du Couronnement
- 2016 : The a cappella recordings (coffret des plus beaux disques a cappella)
- 2017 : Schubert - Nacht & Träume
- 2018 : Charles Gounod - Saint François d'Assise
- 2019 : Beethoven - Triple Concerto, Fantaisie chorale
- 2020 : Wolfgang Amadeus Mozart - Betulia liberata
- 2021 : Carl Maria von Weber - The Freischütz Project
- 2022 : Camille Saint-Saëns, Reynaldo Hahn - À la lumière
- 2022 : Wolfgang Amadeus Mozart - La clemenza di Tito

## Filmographie
- 2015 : Henry Purcell - Dido & Aeneas
- 2018 : Haydn - La Création